# Tsuguo Sakumoto
Tsuguo Sakumoto (Onna, 13 de dezembro de 1947) é um carateka japonês.
Ele foi o múltiplo campeão mundial da WUKO e ainda é diretor da comissão técnica da Federação Mundial de Caratê. Ele estudou diretamente do 4.º Soke do Ryūei-ryū, Kenko Nakaima. Em uma entrevista, Sakumoto diz que começou a praticar caratê quando estava na faculdade; os treinos eram cansativos e ele costumava pensar em sair. O primeiro kata foi ensinado a ele após 5 anos de prática, Niseishi. Ele ainda é presidente da Associação Mundial para a Preservação de Ryuei Ryu (Ryūei-ryū Karate Kobudō Ryūhō-Kai). Hoje o faixa-preta do 9.º Dan, atualmente mora em Okinawa. Em agosto de 2008, ele foi o promotor do Sakumoto Karate Fest, o seminário internacional Ryuei Ryu em memória do ataque americano em Okinawa, na praia de Manza.